# Omaloplia pauper
Omaloplia pauper är en skalbaggsart som beskrevs av Hans Daniel Johan Wallengren 1881. Omaloplia pauper ingår i släktet Omaloplia och familjen Melolonthidae. Inga underarter finns listade i Catalogue of Life.